# Claraeola spinosa
Claraeola spinosa är en tvåvingeart som beskrevs av Kozanek 1991. Claraeola spinosa ingår i släktet Claraeola och familjen ögonflugor. Inga underarter finns listade i Catalogue of Life.